# 愛知県立芸術大学
愛知県立芸術大学（あいちけんりつげいじゅつだいがく、英語: Aichi University of the Arts）は、愛知県長久手市岩作三ケ峯1-114に本部を置く日本の公立大学。1966年創立、1966年大学設置。大学の略称は県芸、愛知県芸。

## 概要
キャンパスは名古屋市郊外の丘陵地帯である長久手市岩作三ケ峯に所在し、山と森、湿原に囲まれ、豊かな自然に恵まれている。その自然環境の良さは、環境省指定指標昆虫であるハッチョウトンボ、環境省指定の絶滅危惧種であるシラタマホシクサなどが学内にて確認されているほどである。また、大学近くに愛・地球博記念公園（ジブリパーク）がある。
キャンパスは吉村順三の設計として知られており、吉村以外にも全体計画は天野太郎や山本学治、奥村昭雄、茂木計一郎が、実施設計には奥村昭雄が関わった。
2006年にDOCOMOMO JAPAN選定 日本におけるモダン・ムーブメントの建築に選ばれている。

## 沿革
- 1966年（昭和41年） - 愛知県立芸術大学設置。
- 1970年（昭和45年） - 大学院修士課程設置。
- 1985年（昭和60年） - 南京芸術学院と学術交流協定調印。
- 1988年（昭和63年） - 法隆寺金堂壁画模写展示館開館。
- 2007年（平成19年） - 愛知県公立大学法人設立により、法人化。
- 2008年（平成20年） - 大学院美術研究科の5専攻、音楽研究科の3専攻を廃止、美術専攻、音楽専攻を設置。
- 2009年（平成21年） - 大学院博士後期課程設置。

## 組織

### 学部・学科
美術学部
- 美術科
  - 日本画専攻
  - 油画専攻
  - 彫刻専攻
  - 芸術学専攻
- デザイン・工芸科
  - デザイン専攻
  - 陶磁専攻

音楽学部
- 音楽科
  - 作曲専攻
    - 作曲コース
    - 音楽学コース

  - 声楽専攻
  - 器楽専攻
    - ピアノコース
    - 弦楽器コース
    - 管打楽器コース

### 大学院
美術研究科
- 修士課程
  - 美術専攻
領域[4]：日本画、油画・版画、彫刻、芸術学、デザイン、陶磁
- 博士後期課程
  - 美術専攻
研究分野[5]：日本画、油画・版画、彫刻、芸術学、デザイン、陶磁

音楽研究科
- 修士課程
  - 音楽専攻
領域[4]：作曲、音楽学、声楽、鍵盤楽器、弦楽器、管楽器、打楽器
- 博士後期課程
  - 音楽専攻
研究分野[5]：作曲、音楽学、声楽、鍵盤楽器、弦楽器、管楽器、打楽器

## 付属機関
- 芸術教育・学生支援センター
- 社会連携センター
- 芸術情報センター
  - 図書館
- 芸術資料館
- 文化財保存修復研究所

## 施設

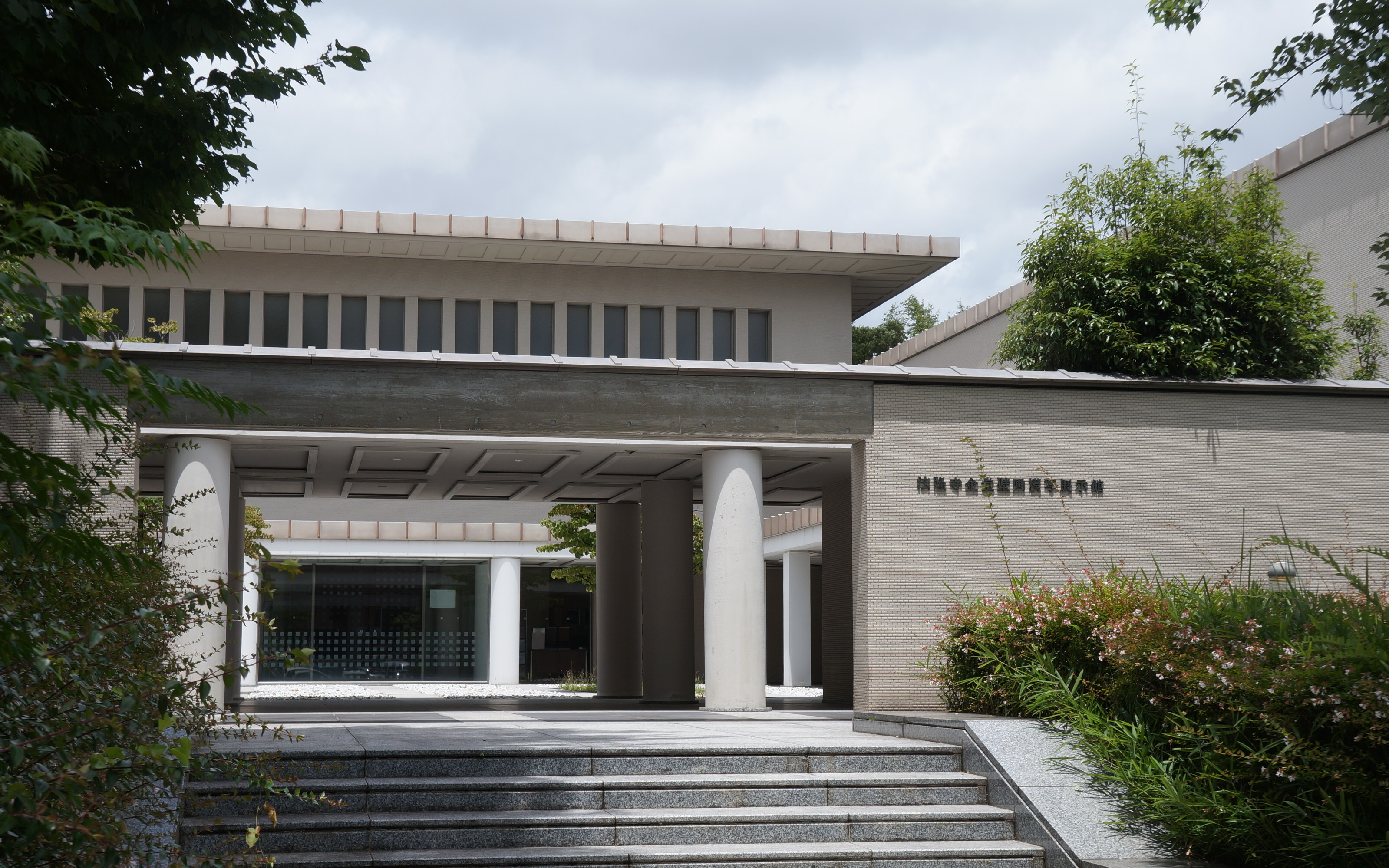
法隆寺金堂壁画模写展示館

### 奏楽堂
吉村順三設計。客席数850。オーケストラピット、録音室、映写室、ドイツ・クライス社製のパイプオルガンが設置されている。

### 法隆寺金堂壁画模写展示館
法隆寺金堂の12面の大壁及び20面の小壁の壁画が焼損以前の状態に再現された模写が展示されている。

### 三ヶ峯寮
キャンパス内に設置。女子寮。すべて個室で、132室ある。

### 豊田市藤沢アートハウス
豊田市藤沢町にある旧豊田市藤沢こども園を活用して、2011年7月30日に設置。教員や学生の制作研究のアトリエ、公開制作の場として利用されるほか、アートイベントを通じた地元住民との交流の場としても活用。現在は閉鎖。

### サテライトギャラリー
2010年5月、名古屋市・栄に開設。教員や学生を主体とした展覧会や講演会、ワークショップに活用。

### MEGI HOUSE
瀬戸内国際芸術祭2010への参加を契機として、高松市沖合の女木島に設置。石垣に囲まれた民家とその庭を改装したステージでは、展覧会や演奏会、イベント、ワークショップなどが開催されている。

## 大学関係者と組織

### 同窓会
愛知県立芸術大学音楽学部同窓会
音楽学部の同窓会で、1985年設立。
愛知県立芸術大学美術学部同窓会
美術学部の同窓会で、1985年設立。
愛知県立芸術大学を支援する会（愛芸アシスト）
学生、教員の研究活動、発表事業に対し資金提供を募る目的で、2008年に設立された。

### 管弦楽団
愛知県立芸術大学管弦楽団
　　1990年4月に創立。創立時から2015年3月まで、外山雄三名誉教授を中心とした体制の元で一貫した指導が行われた。

### 大学関係者一覧
- 愛知県立芸術大学の人物一覧

## アクセス
- 愛知高速交通東部丘陵線（リニモ） 芸大通駅より徒歩で約10分。